# Il portacenere/Tutto quello che vuoi
Il portacenere/Tutto quello che vuoi è un singolo di Marisa Colomber pubblicato nel 1966 dalla casa discografica Ariel.

## Tracce
1. Il portacenere
2. Tutto quello che vuoi